# Drachenberg (Elm)
Der Drachenberg ist eine 313 m ü. NHN hohe Erhebung des Elm. Er liegt zwischen Königslutter am Elm und Evessen in den niedersächsischen Landkreisen (Gipfellage) Helmstedt und Wolfenbüttel.
Auf der Erhebung befindet sich der Sender Drachenberg.

## Geographie

### Lage
Der Drachenberg erhebt sich im Naturpark Elm-Lappwald. Sein Gipfel liegt 4,8 km südwestlich von Königslutter am Elm (Landkreis Helmstedt) und 5,5 km nordöstlich von Evessen (Landkreis Wolfenbüttel). Ortschaften, die sich in einiger Entfernung rund um die Erhebung verteilen, sind Königslutter im Nordosten, Sunstedt im Ostnordosten, Lelm im Osten, Räbke im Südosten, Sambleben im Südsüdosten, Kneitlingen im Süden, Ampleben im Südsüdwesten, Evessen im Südwesten, Erkerode im Westsüdwesten, Hemkenrode im Westnordwesten, Destedt und Abbenrode im Nordwesten und Bornum am Elm im Nordnordwesten. Die Gipfelregion gehört zur Waldgemarkung der Gemeinde Evessen, der Sender Drachenberg zum gemeindefreien Gebiet Königslutter des Landkreises Helmstedt.
Im nordöstlich der Erhebung gelegenen Tal liegt die Lutterquelle, der die Lutter entfließt, und auf dem Südwesthang entspringt die Wabe; das Wasser beider Bäche speist die Schunter.

### Naturräumliche Zuordnung
Der Drachenberg gehört in der naturräumlichen Haupteinheitengruppe Nördliches Harzvorland (Nr. 51), in der Haupteinheit Ostbraunschweigisches Hügelland (512) und in der Untereinheit Asse-Elm-Hügelland (512.1) zum Naturraum Elm (512.15).

## Schutzgebiete
Auf den Bereichen des Drachenbergs, die zum Landkreis Helmstedt gehören, liegen Teile des Landschaftsschutzgebiets (LSG) Elm (CDDA-Nr. 320601; 1984 ausgewiesen; 53,747 km² groß) und auf den Bereichen, die zum Landkreis Wolfenbüttel gehören, solche des LSG Elm (CDDA-Nr. 320600; 1995; 59,28 km²). Auf Großteilen der Erhebung befinden sich in beiden Landkreisen Teile des Fauna-Flora-Habitat-Gebiets Nordwestlicher Elm (FFH-Nr. 3730-303; 14,6 km²)

## Sender Drachenberg
Etwa 400 m östlich des Drachenberggipfels liegt im gemeindefreien Gebiet Königslutter auf etwa 305 m ü. NHN der Sender Drachenberg. Sein Hauptsendemast ist ein 181 m hoher, abgespannter Stahlrohrmast. Er dient zur Verbreitung von Hörfunkprogrammen auf UKW und DAB. Es gibt zwei weitere Richtfunktürme, die in Stahlfachwerkbauweise errichtet wurden.

## Verkehr und Wandern
Östlich vorbei am Drachenberg verläuft die Landesstraße 290 (Königslutter–Sambleben), von der südsüdöstlich des Gipfels die südwestlich die Erhebung passierende L 629 nach Erkerode abzweigt. Hinauf führt eine asphaltierte Straße, die von den Betreibern des Senders Drachenberg genutzt wird. Unmittelbar außerhalb Sendeanlage in Richtung der Gipfelregion steht eine kleine Schutzhütte. Vorbei an der Gipfelregion führen mehrere Wanderwege: Westlich, südlich und östlich der Braunschweiger Jacobsweg und der Zielwanderweg Erkerode-Heinrichsruh, westlich und südlich der Elm Rundwanderweg 27, östlich der Elmkreisel und der Funkturm Rundweg.